# Фестиваль альтернативної літератури
Фестиваль альтернативної літератури (хорв. Festival alternativne književnosti, FAK) — літературний проєкт, започаткований у лютому у 2000 році в Хорватії з метою популяризації сучасної прози та створення нових платформ для її просування. Його заснували Ненад Різванович, Хрвойє Освадіч і Боривой Радакович, а перший захід відбувся 13–14 травня 2000 року в осієцькому кафе «Voodoo» під керівництвом Круно Локотара.

## Концепція
FAK задумували як фестиваль публічного читання прози, де письменники могли вільно представляти свої твори без жодних обмежень, а аудиторія — активно взаємодіяти з авторами. Фестиваль мав суворі правила:
- дозволялося читати лише прозу, написану не більше ніж за рік до виступу;
- вхід був платним;
- захід проводився виключно в місцях із баром.[1]

Фестиваль не підтримувався державними установами, а фінансувався виключно за рахунок спонсорів.
FAK об’єднав літераторів різних творчих напрямків, яких, однак, поєднувала схильність до неореалізму, сучасної міської розмовної мови та соціальної критики. Їхні твори порушували теми молоді у травмованій післявоєнній Хорватії, висміювали націоналістичні міфи та зображували повсякденні проблеми суспільства.

## Розвиток фестивалю
Під час першого заходу виступили одинадцять авторів, серед яких: Крешимир Пінтарич, Татьяна Громача, Борис Маруна, Анте Томич, Тарік Куленович, Драго Орлич, Зоран Ферич, Зориця Радакович, Едо Попович, Джермано Сенянович і Боривой Радакович.
Фестиваль швидко здобув популярність, і до кінця 2000 року подібні заходи відбулися у Загребі та Пулі. У наступні роки було організовано 15 подій, а серед учасників були не лише хорватські автори, а й письменники з Великої Британії, Словенії та Сербії.
Загалом у FAK взяли участь приблизно 80 письменників, серед яких постійними учасниками стали Міленко Єргович, Сенко Каруза, Юріца Павичич, Роберт Перишич, Роман Симич, Горан Трібусон, Симо Мраович і Франці Блашкович.
FAK сприяв розвитку хорватської літератури не лише через публічні читання, а й через видання кількох книг, зокрема збірки "FAKat" (2001) та двомовного видання "Hrvatske noći" (2005), до якого увійшли тексти хорватських та британських письменників.
З часом фестиваль почали називати Фестивалем А-літератури(хорв. Festival A književnosti) і навіть проголосили його вершиною хорватської літературної сцени.
FAK-івці активно взаємодіяли з медіа, давали інтерв’ю, говорили про літературу, політику та суспільні проблеми.

### Розпад
Розпад FAK розпочався в грудні 2003 року після публічного конфлікту між Ведраною Рудан і Аріяною Чуліною. Медійні суперечки призвели до внутрішніх розколів серед організаторів та учасників, що зрештою спричинило припинення фестивалю.

## Вплив
Фестиваль значно сприяв популяризації літератури серед широкої публіки та вважається попередником таких подій, як сплітський Pričigin та загребська премія «Prozak» i «Na vrh jezika».Його ідейний натхненник Круно Локотар пізніше організував численні літературні заходи та заснував премії для молодих авторів, серед яких Марко Погачар і Олья Савичевич Іванчевич.

## Контроверсії
Попри популярність, FAK часто зазнавав критики. Деякі літературознавці вважали, що фестиваль надто орієнтований на медіа та позбавлений глибокого літературного аналізу. Дехто з учасників навіть вимагав закриття програм, які критикували фестиваль, що викликало суперечки щодо його альтернативності та можливих авторитарних тенденцій. Єдине, чого бракувало фестивалю, – це літературна критика, однак самі його учасники не вважали це проблемою. Вони покладалися на підтримку аудиторії та взаємне схвалення серед колег.